# أولف نيلسون (لاعب هوكي جليد)
أولف نيلسون (بالسويدية: Ulf Nilsson)‏ هو لاعب هوكي جليد سويدي، ولد في 11 مايو 1950 في نينس هامن في السويد.

## وصلات خارجية
- أولف نيلسون على موقع دوري الهوكي الوطني (الإنجليزية)
- أولف نيلسون على موقع قاعة مشاهير الهوكي (لاعب أن.إتش.أل) (الإنجليزية)
- أولف نيلسون على موقع EliteProspects.com (الإنجليزية)
- أولف نيلسون على موقع Eurohockey.com (الإنجليزية)
- أولف نيلسون على موقع HockeyDB.com (الإنجليزية)
- أولف نيلسون على موقع Hockey-Reference.com (الإنجليزية)